# Nine Elms Locomotive Works

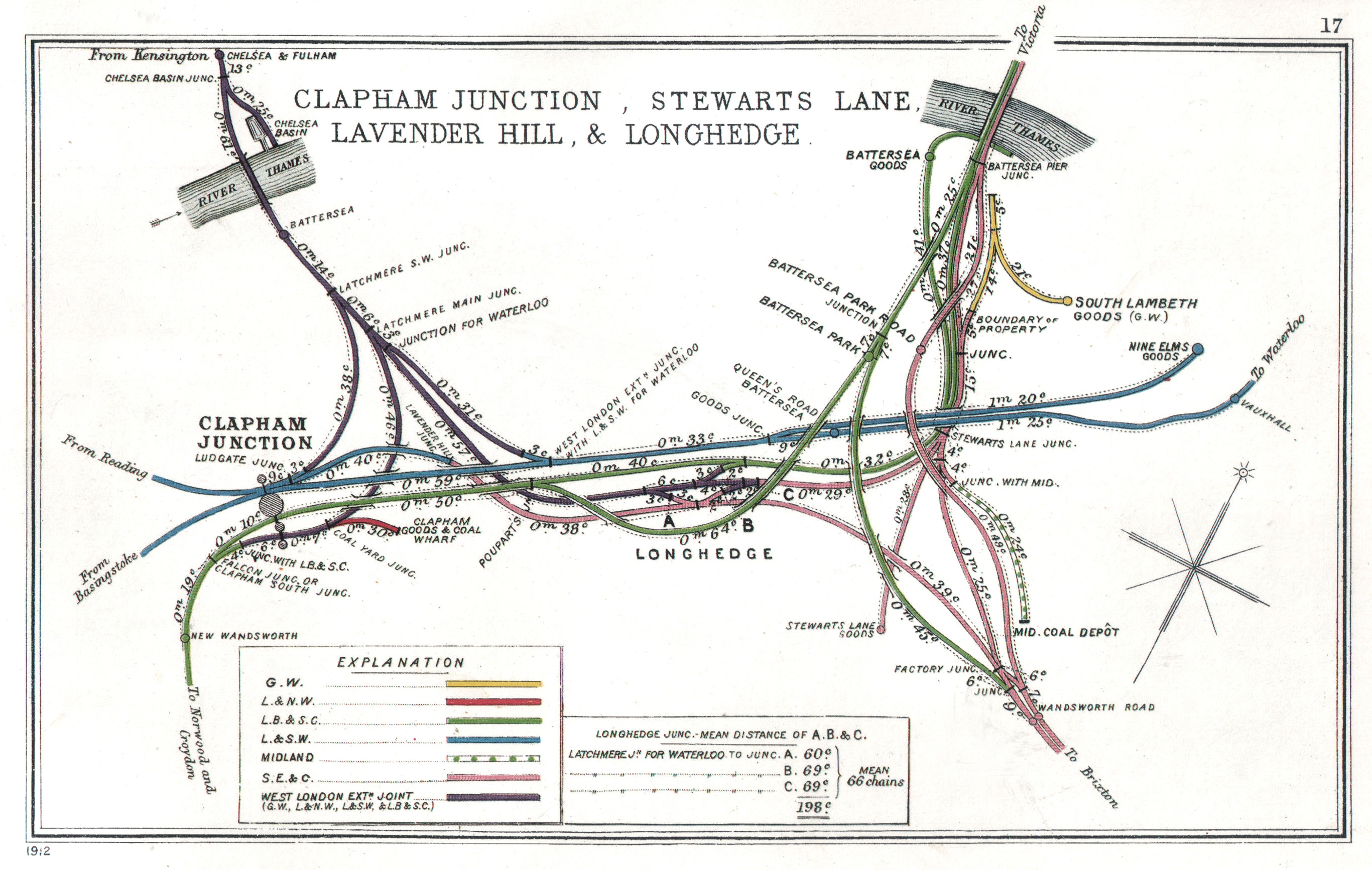
Карта железнодорожных путей вокруг завода в 1912 году

Паровозостроительный завод у Девяти Вязов (англ. Nine Elms Locomotive Works) основан в 1839 году Лондонской и Юго-Западной железной дорогой (LSWR) близ пассажирской конечной станции у Воксхолла на линии «Девять Вязов» в округе Девять Вязов в лондонском боро Баттерси. Завод был перестроен в 1841 году и оставался основным локомотиво- и вагоностроительным и ремонтным предприятием LSWR до поэтапного закрытия 1891—1909 годах, после чего там до 1967 года работало крупное локомотивное депо станции Ватерлоо.

## Первый завод
Первый свой завод для постройки паровозов и вагонов Лондонская и Юго-Западная железная дорога построила в 1839 году близ своей первой пассажирской конечной станции у Воксхолла. В марте 1841 года он полностью выгорел. После восстановления в 1843 году на нём было построено более сотни паровозов по чертежам Джона Вирета Гуча и Джозефа Гамильтона Битти.

## Второй завод
Двадцать лет спустя стало очевидно, что первоначально выбранное место мало для развития компании, и в 1861—65 годах завод был перемещён на более крупный участок южнее главного хода линии
На втором заводе до его закрытия в 1909 году было построено более 700 паровозов конструкции Битти-старшего, Битти-младшего, Уильяма Адамса и Дугалда Драммонда. Производство неоднократно расширялось, в 1904 году, на пике, там работало 2438 человек, строилось в год 22 паровоза, а ремонт проходили 450.
К середине 1880-х годов снова стало ясно, что расширяться некуда. Вагоностроение в 1881 году перевели в Истлей (Гемпшир), за счёт чего на время несколько расширились паровозостроительный участок и локомотивное депо. В 1908 году начался и к сентябрю 1909-го завершился перенос в Истлей и паровозостроения тоже.

## Локомотивное депо

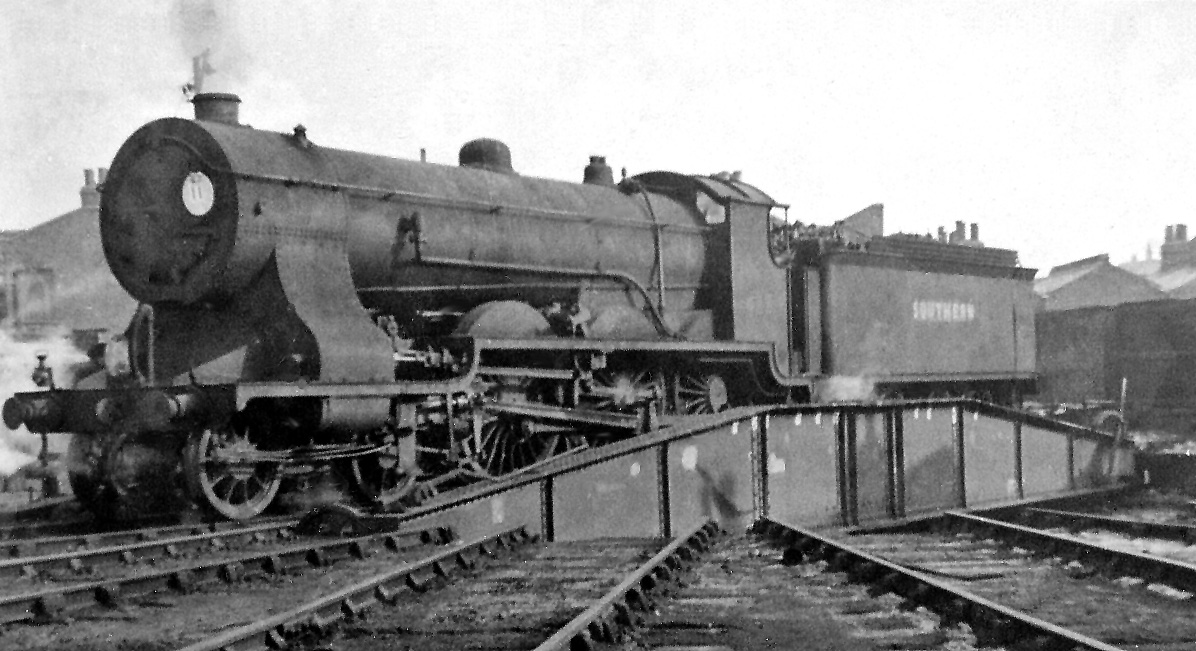
LSWR T14 class на поворотном кругу паровозного депо у Девяти Вязов, 1 марта 1947 г.

Паровозное депо при заводе обслуживало станцию Ватерлоо. Самое первое депо было построено севернее главной линии и открыто 21 мая 1838 года, азкрыто и снесено в 1865 году. Второе, более крупное депо построено в 1849 году на месте, которое впоследствии занял товарный двор, и также закрыто в 1865 году. Взамен их новое депо было построено южнее главной линии, но снесено в 1876 году для её расширения. В 1876 году было открыто кирпичное веерное депо в форме полукруга, просуществовашее до 1909 года
Депо на 15 канав, открытое в 1885 году и известное как «Старое депо», сильно пострадало от бомбардировок Второй Мировой войны и не было полностью восстановлено. В 1910 году к нему пристроили «Новое депо» на 10 канав
После того, как 10 июля 1967 года со станции Ватерлоо ушёл последний паровоз, депо было снесено в том же году, на его месте располагается рынок овощей, фруктов и цветов.
Депо можно увидеть в короткомтеражном фильме London’s Nine Elms Locomotive Shed in 1960

## Сохранившиеся паровозы
- LSWR T9 class № 120 (BR 30120) на Суонажской исторической железной дороге[англ.].[5].
- LSWR T3 class № 563 там же[6].
- LSWR O2 class № 24 Calbourne на паровой железной дороге острова Уайт[7].
- LSWR M7 class № 245 в Национальном железнодорожном музее[8].
- LSWR M7 class № 53 на Суонажской железной дороге[9].
- LSWR B4 class № 96 (BR 30096) Normandy на Bluebell Railway[10].
- LSWR B4 class № 102 (BR 30102) Granville в музее Иressingham Steam and Gardens[англ.][11].